# Štipoklasy (Úněšov)
Štipoklasy jsou malá vesnice, část obce Úněšov v okrese Plzeň-sever v Plzeňském kraji. Nachází se asi 5,5 kilometru západně od Úněšova. Vede tudy silnice I/20. Štipoklasy leží v katastrálním území Štipoklasy u Číhané o rozloze 2,2 km².

## Historie
První písemná zmínka o vesnici pochází z roku 1239.

## Obyvatelstvo
Při sčítání lidu v roce 1921 zde žilo 96 obyvatel (z toho 43 mužů) německé národnosti a římskokatolického vyznání. Podle sčítání lidu z roku 1930 měla vesnice 88 obyvatel s identickou národnostní a náboženskou strukturou.
| Rok            | 1869 | 1880 | 1890 | 1900 | 1910 | 1921 | 1930 | 1950 | 1961 | 1970 | 1980 | 1991 | 2001 | 2011 | 2021 |
| -------------- | ---- | ---- | ---- | ---- | ---- | ---- | ---- | ---- | ---- | ---- | ---- | ---- | ---- | ---- | ---- |
| Počet obyvatel | 127  | 114  | 121  | 109  | 106  | 96   | 88   | 52   | 42   | 20   | 14   | 11   | 10   | 15   | 17   |
| Počet domů     | 16   | 16   | 18   | 19   | 19   | 18   | 20   | 20   | 20   | 7    | 5    | 5    | 5    | 6    | 9    |

## Obecní správa
Při sčítání lidu v letech 1869–1950 Štipoklasy byly samostatnou obcí, se kterým patřily nejprve do okresu Teplá, ale v letech 1900–1930 v okrese Planá a v roce 1950 v okrese Stříbro. V letech 1961–1976 byly částí obce Číhaná v okrese Plzeň-sever. Od 30. dubna 1976 jsou částí obce Úněšov v okrese Plzeň-sever. V letech 1869–1950 k obci patřily Budeč a Vojtěšín.